# Gorišnica
Gorišnica – wieś w Słowenii, siedziba gminy Gorišnica. W 2018 roku liczyła 845 mieszkańców.